# Thoracopterus
Thoracopterus es un género extinto de peces osteíctios prehistóricos del orden Perleidiformes. Este género marino fue descrito científicamente por Heinrich Georg Bronn en 1858.

## Especies
Clasificación del género Thoracopterus:
- † Thoracopterus Bronn 1858
  - † Thoracopterus magnificus Tintori y Sassi 1987
  - † Thoracopterus martinisi Tintori y Sassi 1992
  - † Thoracopterus niederristi Bronn 1858
  - † Thoracopterus wushaensis Tintori et al. 2012